# Sinieńkije (rejon saratowski)
Sinieńkije (ros. Синенькие) – wieś (sieło) w Rosji, w obwodzie saratowskim, w rejonie saratowskim. W 2010 liczyła 1187 mieszkańców.

## Urodzeni
- Giennadij Sarafanow